# گبه واسکز
گابریل واسکوئز (زاده ۳ اوت ۱۹۸۴) سیاستمدار آمریکایی است که نماینده ایالات متحده برای منطقه دوم کنگره نیومکزیکو است. او پیش از این به عنوان یکی از اعضای شورای شهر لاس کروس فعالیت می‌کرد. واسکوئز یکی از اعضای حزب دمکرات است. واسکوئز در ال پاسو، تگزاس به دنیا آمد و در سیوداد خوارز، مکزیک بزرگ شد. او در سال ۲۰۰۸ مدرک لیسانس هنرهای انگلیسی و روزنامه‌نگاری را از دانشگاه ایالتی نیومکزیکو دریافت کرد.